# ونج (رود)
وَنْج رودی است در پامیر غربی، شاخاب راست رودخانه پنج، که از سرچشمه‌های بزرگ کوه‌های ونج سرچشمه می‌گیرد. درازای این رود ۱۰۳ کیلومتر، مساحت حوزه آبخیزش ۲۰۷۰ کیلومتر مربع، و میانگین عبور آبش ۵۰ متر مکعب بر ثانیه است. در این رودخانه نیروگاه آبی ساخته شده‌است.
شهرک راخَرو در کناره این رودخانه جای دارد.